# Čutkovo
Čutkovo (737 m) – szczyt w Wielkiej Fatrze na Słowacji. Wznosi się po południowo-zachodniej stronie Rużomberku (słow. Ružomberok).
Čutkovo to niewybitne wzniesienie w północnym grzbiecie Malinnégo oddzielającym Čutkovską dolinę od doliny Hrabovskiego potoku. W grzbiecie tym kolejno znajdują się: Malinné (1209 m), Za Brdom, Brdo, Čutkovo (737 m) i Milkov (681 m). Čutkovo ma płaski wierzchołek i mało strome zbocza. Jest porośnięte lasem, ale na samym wierzchołku jest polana. U północnych podnóży na dużej polanie na dnie Čutkovskiej doliny jest duży staw.  
Przez Čutkovo nie prowadzi żaden znakowany szlak turystyczny. Znajduje się w otulinie Parku Narodowego Wielka Fatra.